# Jürgen Schmidt (Archäologe)
Jürgen Schmidt (* 23. Juni 1929 in Berlin; † 17. Dezember 2010) war ein deutscher Bauforscher und Vorderasiatischer Archäologe.
Jürgen Schmidt studierte 1947/48 Kunstgeschichte an der Humboldt-Universität zu Berlin und von 1949 bis 1955 Architektur mit dem Schwerpunkt Kunstgeschichte, Baugeschichte und Archäologie an der Technischen Universität Berlin. Von 1955 bis 1964 wirkte Schmidt zunächst als Wissenschaftlicher Assistent und danach als Akademischer Rat am Institut für Baugeschichte der TU Berlin unter Ernst Heinrich. 1962 wurde er bei diesem promoviert. 1965 wurde er Zweiter Direktor der Abteilung Bagdad des Deutschen Archäologischen Instituts (DAI), 1967 in Nachfolge von Gründungsdirektor Heinrich Lenzen Erster Direktor der Abteilung Bagdad und hatte diese Position bis 1978 inne. Ebenfalls 1967 übernahm er die Leitung der Ausgrabungen in Uruk/Warka, Babylon und Tulul al-Ukhaidir und weiterer Surveys im Irak und füllte diese Position bis 1978 aus. Sein Nachfolger wurde sein langjähriger Zweiter Direktor Rainer Michael Boehmer. Defacto seit 1978, offiziell seit 1979, leitete Schmidt die Einrichtung der Zweigstelle Sanaa des DAI und diese anschließend bis 1994. Nachfolger wurde Burkhard Vogt. Von 1982 bis 1985 leitete er das interdisziplinäre Forschungsprojekt „Antike Technologie“, von 1988 bis 1994 die Ausgrabungsprojekte in Ma'rib und Sirwah. Schmidt war ordentliches Mitglied des DAI.

## Schriften (Auswahl)
- Die agglutinierende Bauweise im Zweistromland und in Syrien. Dissertation Berlin 1962.
- mit Barbara Finster: Sasanidische und frühislamische Ruinen im Iraq (= Bagdader Mitteilungen 8, 1976). Gebr. Mann, Berlin 1977, ISBN 3-7861-2246-6.
- Vorläufiger Bericht über die von dem Deutschen Archäologischen Institut und der Deutschen Orient-Gesellschaft aus Mitteln der Deutschen Forschungsgemeinschaft unternommenen Ausgrabungen in Uruk-Warka, Bände 26–32 (1968–1974).